# Localización de los yates de la Copa América

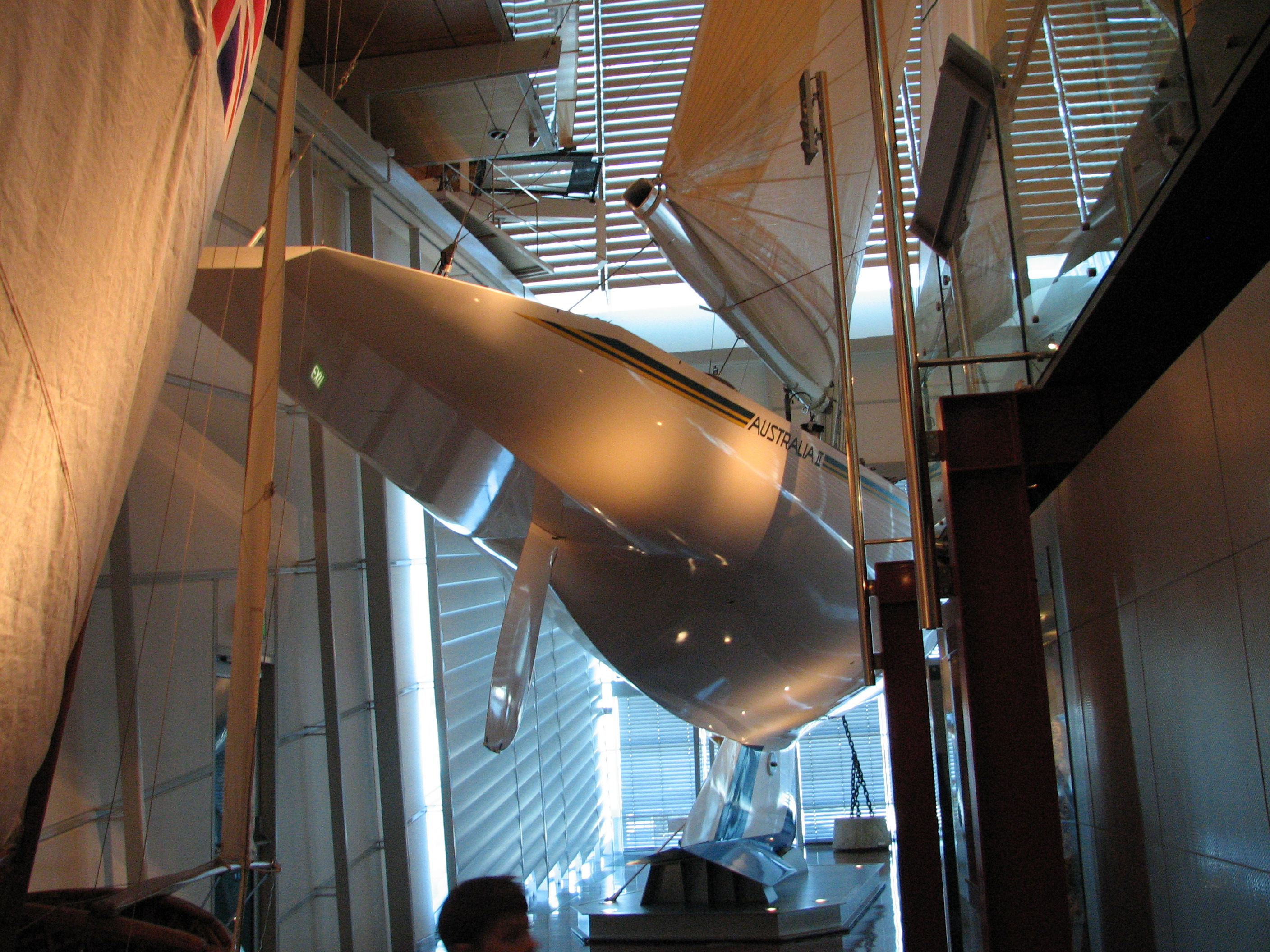
El "Australia II" en el Western Australian Maritime Museum

La Localización de los yates de la Copa América en la actualidad es muy diversa, pero muchos de los que aún existen se encuentran expuestos al público.
Aquellos yates que tuvieron un papel importante, bien por participar en la Copa América, o bien por haber hecho un gran papel en las Defender Selection Series o en las Challenger Selection Series, son tratados como objetos de veneración por parte de los amantes de la Vela, allí donde se encuentren

## Ganadores de la Copa América

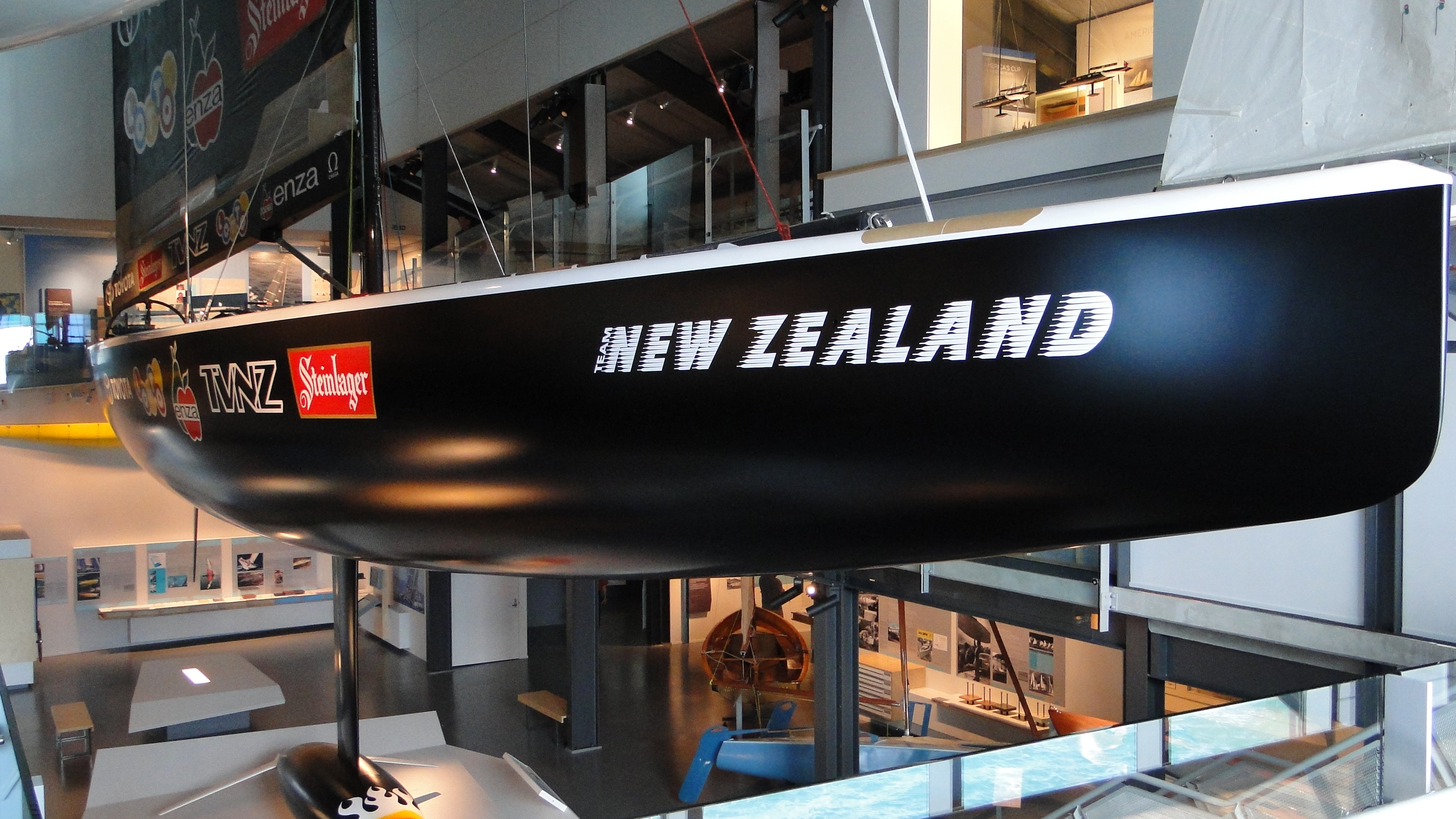
El "Black Magic" en el Voyager New Zealand Maritime Museum.

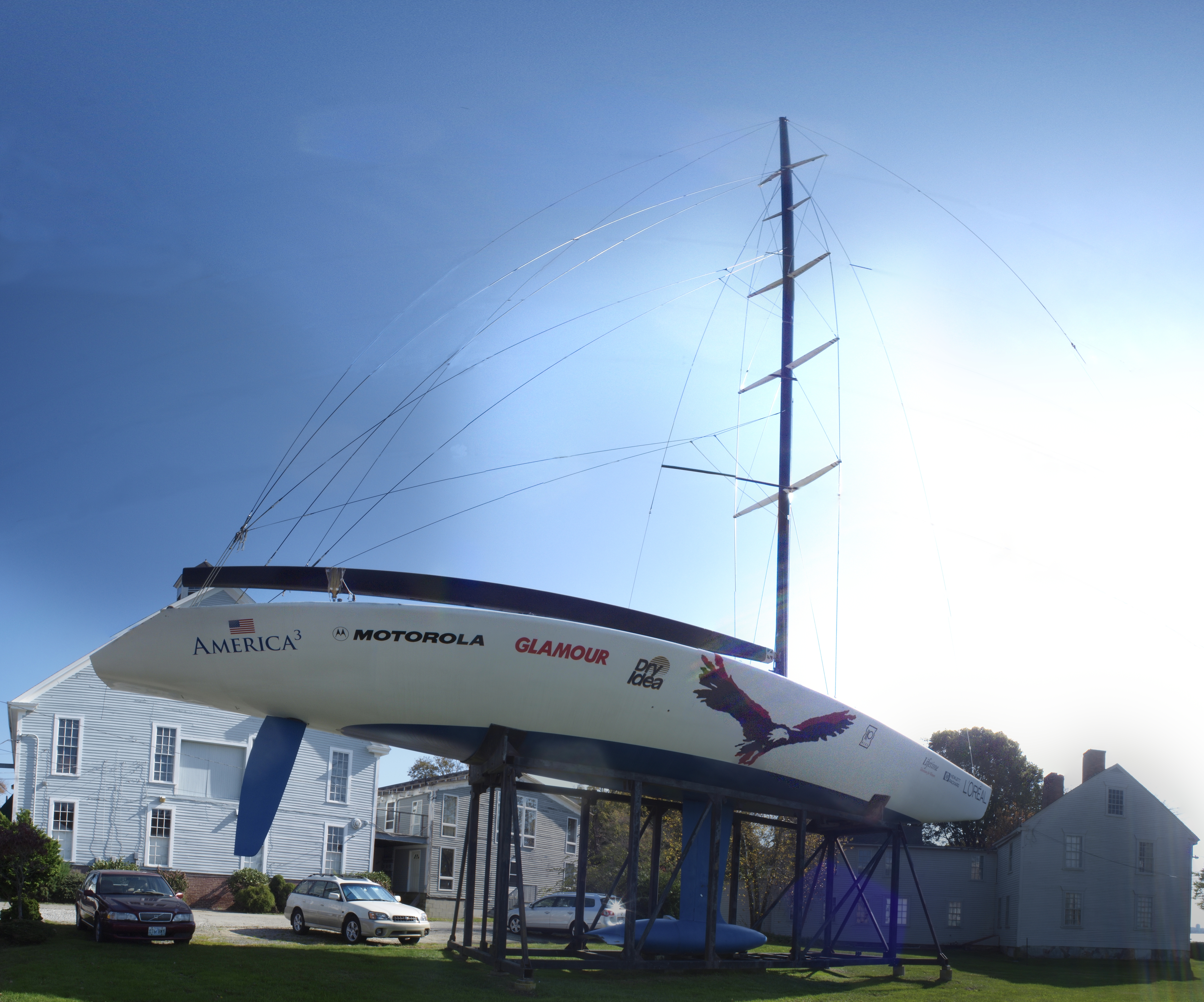
El "America³" expuesto en Bristol (Rhode Island).

- Freedom (US 30 de la clase 12 metros), ganador de la Copa América de 1980, Intrepid (US 22 de la clase 12 metros), ganador de las Copas América de 1967 y 1970, y Weatherly (US 17 de la clase 12 metros), ganador de la Copa América de 1962, son propiedad de la empresa America's Cup Charters y se alquilan en Newport (Rhode Island), Estados Unidos.
- Australia II (KA 6 de la clase IACC), ganador de la Copa América de 1983, está expuesto en el Western Australian Maritime Museum de Victoria Quay, en Fremantle (Australia).[1] Fue el yate que rompió la hegemonía estadounidense en la Copa América, derrotando al defensor americano, el Liberty del Club de Yates de Nueva York, tras 132 años de victorias consecutivas de este club. Previamente el Australia II había vencido las Challenger Selection Series (Copa Louis Vuitton) a 6 equipos de Australia, Reino Unido, Francia, Italia y Canadá.
- America³, (USA 23 de la clase IACC), ganador de la Copa América de 1992, se encuentra en el Museo Marítimo Herreshoff, de Bristol (Rhode Island).
- Black Magic (NZL 32 de la clase IACC), ganador de la Copa América de 1995. Desde julio de 2002 se exhibe en el Voyager New Zealand Maritime Museum, Auckland (Nueva Zelanda).[2] Previamente el Black Magic había ganado las Challenger Selection Series (Copa Louis Vuitton) a 6 equipos de Nueva Zelanda, Australia, Japón, España y Francia.
- Oracle Team USA 17 (AC72), ganador de la Copa América de 2013. Desde 2017 se expone en el Mariners' Museum de Newport News (Virginia).

## Otros

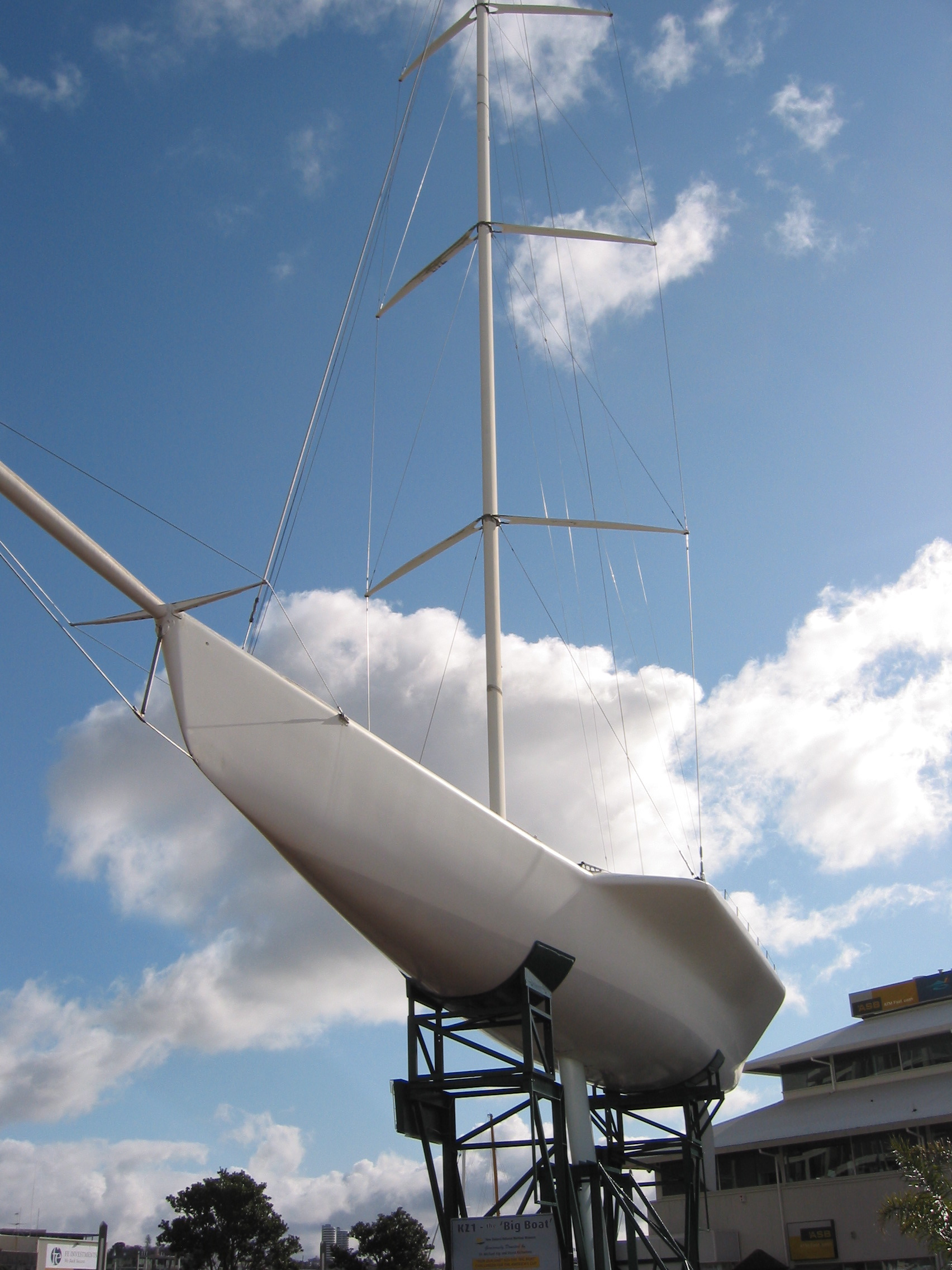
El "New Zealand KZ1" expuesto en Auckland.

- Azzurra (I 4 de la clase IACC). Está expuesto en el Centro Sportivo del Yacht Club Costa Smeralda en Porto Cervo, Cerdeña (Italia). Participó en las Challenger Selection Series (Copa Louis Vuitton) de 1983.
- New Zealand KZ1. Varado en Viaduct Basin cerca del Voyager New Zealand Maritime Museum, Auckland (Nueva Zelanda). Participó en la Copa América de 1988.
- OneAustralia (AUS 31 de la clase IACC). Reposa en dique seco en Australia, en los astilleros Ballast Point de la Península de Birchgrove, Bahía de Sídney (Australia). Participó en las Challenger Selection Series (Copa Louis Vuitton) de 1995.
- Young America (USA 36 de la clase IACC). Desde octubre de 2002 está varado en el museo Storm King Art Center de Mountainville Cornwall, Nueva York. Está considerado como la pieza de arte más grande de Roy Lichtenstein y posiblemente la última, porque el artista murió en 1997.[3] Era uno de los yates del equipo PACT 95 que compitió en las Defender Selection Series (Copa Citizen) de 1995 por ser elegido por el Club de Yates de San Diego como su representante en la defensa de la Copa América de 1995, pero perdió ante el "Stars & Stripes" del equipo Team Dennis Conner. Lo curioso es que Dennis Conner, tras su victoria con el "Stars & Stripes", solicitó defender la Copa América con el Young America, ya que consideró que era el mejor yate del momento. Su casco, basado en una sirena, fue pintado por el artista pop neoyorquino Roy Lichtenstein poco antes de morir.